# Область островів Святої Олени і Вознесіння
Область островів Святої Олени і Вознесіння належить до Палеотропічного флористичного царства Африканське підцарство.
Острів Святої Єлени — вулканічного походження. У південній його частині є кілька вимерлих кратерів заввишки до 818 м. Клімат пасатний, тропічний. У піднесених районах випадає до 1000 мм опадів на рік. В районі Джеймстауна — всього близько 140 мм на рік.
Острів Вознесіння — вулканічного походження — плато з погаслими кратерами, висотою до 858 м (Гора Грін). Він розташований на підводному хребті. Клімат тропічний. Опадів випадає 700–1000 мм на рік.
Незважаючи на невеликі розміри цих двох вулканічних островів, їх флора така своєрідна, що зазвичай виділяється в самостійну область. В той час як о. Вознесіння на момент його відкриття був майже позбавлений рослинності і нині має лише два ендемічних види квіткових рослин (Euphorbia origanoides і Hedyotis adscensionis), о. Св. Олени був суцільно покритий густими лісами, які були знищені козами і іншими домашніми тваринами, завезеними сюди португальцями.
Незважаючи на те що первинна флора була небагата за числом родів і видів, вона характеризувалася виключно високим видовим ендемізмом. З 39 видів квіткових рослин, що збереглися на о. Св. Олени, 38 ендемічні, хоча з 28 родів ендемічні лише 5. Флора острова виявляє найбільші зв'язки з флорою Африки, особливо Південної Африки, де представлені 22 з 28 родів його квіткової флори. Що стосується ендемічних родів, то вони виявляють наступні зв'язки: Nesiota (Rhamnaceae) найбільш близька до південноафриканського роду Phylica, спорідненого південноамериканським родам; Mellisia (Solanaceae) споріднена з центрально- і південноамериканським родом Saracha (від Мексики до Перу); деревоподібні складноцвіті Commidendron і Melanodendron споріднені південноамериканським родам з триби Asteraae; деревоподібне складноцвіте Petrobium, можливо, споріднено полінезійським родам Fitchia і Oparanthus.
Список ендемічної флори Островів Святої Єлени, Вознесіння і Тристан-да-Кунья налічує 82 таксони, з яких 78 мають ранг виду і ще 4 — ранг підвиду або варитету. Вони належать до 52 родів та 33 родин. 10 родівд — є повністю ендемічними. Всі вони походять з Острова Святої Єлени. З цього ж острова походять 50 видів і 2 підвиди, що є ендемічними, які належать до 39 родів та 26 родин.
З Острова Вознесіння походять 20 видів, які належать до 9 родів та 8 родин. Однак три види з цього списку: Dryopteris ascensionis, Oldenlandia ascensionis і Sporobolus durus тепер, імовірно, вимерли.